# LÉ Samuel Beckett (P61)
Le Samuel Beckett ou LÉ Samuel Beckett (P61) est le navire de tête de la classe Samuel Beckett de quatre patrouilleurs de la marine irlandaise. Il a pris le nom du dramaturge irlandais Samuel Beckett.
Comme d'autres patrouilleurs de l'Irish Naval Service, sa mission principale est la protection des zones de pêche, la recherche et le sauvetage, et des opérations de protection maritime, y compris les arraisonnements.

## Histoire
En octobre 2010, la marine irlandaise a ordonné la construction d'une nouvelle classe de patrouilleur au chantier naval Babcock Marine d'Appledore. Cette classe Samuel Beckett a été conçue par Vard Marine, concepteur du LÉ Róisín (P51). Le bâtiment est conçu pour un équipage de 44 hommes et de 10 stagiaires supplémentaires. Il peut aussi transporter des submersibles télécommandés et une chambre de décompression pour des plongeurs ainsi que des bateaux semi-rigides. Il possède une surface d'envol sur le pont pour recevoir des drones.
Le Samuel Beckett a remplacé le LÉ Emer (P21) (en) qui a été déclassé en septembre 2013 et vendu en octobre 2013.
À la fin 2015, il a entrepris une mission humanitaire de trois mois en Méditerranée et a effectué le sauvetage de plus de 1 000 migrants.

### Note et référence
- (en) Cet article est partiellement ou en totalité issu de l’article de Wikipédia en anglais intitulé « LÉ Samuel Beckett (P61) » (voir la liste des auteurs).